# Anopheles albitarsis
Anopheles albitarsis är en tvåvingeart som beskrevs av Lynch Arribalzaga 1878. Anopheles albitarsis ingår i släktet Anopheles och familjen stickmyggor. Inga underarter finns listade i Catalogue of Life.